# The Baby and the Stork
The Baby and the Stork é um filme mudo norte americano de 1912 em curta metragem, do gênero drama, dirigido por D. W. Griffith e Frank Powell.